# Kaori Yuki
Kaori Yuki (由貴 香織里, Yuki Kaori,  Tokio, 18 december) is een Japans mangaka. Ze is vooral bekend voor haar gothic mangaverhalen zoals Earl Cain, diens vervolg Godchild, en Angel Sanctuary.

## Carrière
Yuki maakte haar professionele debuut in 1987 met Ellie in Summer Clothes (夏服のエリー, Natsufuku no Erii). Deze strip werd gepubliceerd in de manga anthologie Bessatsu Hana to Yume van Hakusensha nadat het een prijs won van het Hana to Yume magazine. Haar werk wordt doorgaans uitgebracht in Hakusensha's magazines. In 2010 nam Yuki deel aan de shojo anthologie Aria van Kodansha op 28 juli 2010.

## Pseudoniem
Kaori Yuki is een pseudoniem. "Kaori" is deel van Yuki's echte naam. "Yuki" komt van actrice Yuki Saito.

## Oeuvre

### Manga
- Ellie in the Summer Clothes (夏服のエリー, Natsufuku no Erī) (1987)
- When a Heart Beats (1987)
- Devil Inside (1988)
- Earl Cain series (伯爵カインシリーズ, Hakushaku Kain Shirīzu)
  - Forgotten Juliet (忘れられたジュリエット, Wasurerareta Jurietto)
(1992, Hana to Yume Comics, Hakusensha.)
  - The Sound of a Boy Hatching (少年の孵化する音, Shonen no Fukasuru Oto)
(1993, Hana to Yume Comics, Hakusensha.)
  - Kafka (カフカ, Kafuka)
(1994, Hana to Yume Comics, Hakusensha.)
  - The Seal of the Red Ram (赤い羊の刻印, Akai Hitsuji no Kokuin)
(1994, Hana to Yume Comics, Hakusensha, 2 volumes.)
- Screw (螺子, Neji)
(1992–1993, 2001, Hana to Yume Comics, Hakusensha.)
- Gravel Kingdom (砂礫王国, Sareki Oukoku)
(1993, Hana to Yume Comics, Hakusensha.)
- Cruel Fairytales (残酷な童話たち, Zankoku na Douwa-tachi)
(1993, Hana to Yume Comics, Hakusensha.）
- Angel Sanctuary (天使禁猟区, Tenshi Kinryoku)
(1994–2000, Hana to Yume Comics, Hakusensha, 20 volumes.)
- Kaine (1996)
- Boy's Next Doo] (少年残像, Shonen Zanzo)
(1997, Hana to Yume Comics, Hakusensha.)
- Godchild (ゴッド　チャイルド, Goddo Chairudo)
(2001–2003, Hana to Yume Comics, Hakusensha, 8 volumes.)
- Blood Hound (夜型愛人専門店−ブラッドハウンド-DX, Yorugata Aijin Senmonten - Buraddohaundo Derakkusu)
(2003–2004, Hana to Yume Comics, Hakusensha.)
- Parfum Extrait (0の奏香師, Zero no Zokoshi)
(2004–2005, Hana to Yume Comics, Hakusensha.)[4]
- Ludwig Revolution (ルードヴィッヒ革命, Rūdovihhi Kakumei)
(2004–2007, Hana to Yume Comics, Hakusensha, 4 volumes)
- Fairy Cube (妖精標本, Yosei Hyohon)
 (2005–2006, Hana to Yume Comics, Hakusensha, 3 volumes.)
  - Psycho Knocker (2004, one-shot in Fairy Cube #3)
- Camelot Garden (キャメロット・ガーデン, Kyamerotto Gāden)
(2008, Bessatsu Hana to Yume, Hakusensha, one-shot)[5]
- Grand Guignol Orchestra (人形（ギニョール - Ginyoru）宮廷楽団, Guignol Kyūtei Gakudan)
(2008–2010, Hana to Yume Comics, Hakusensha, 5 volumes.)
- Demon From Afar (異域之鬼, IIki no Ki)
 (2010–2013, Aria, Kodansha, 6 volumes.[6])
- Alice in Murderland (架刑のアリス, Kakei no Arisu)
(March 2014[7]–ongoing, Aria, Kodansha, 4 volumes as of February 2016.[8])

### Kunstboeken
- The Art of Angel Sanctuary: Angel Cage, 1997, Hakusensha.
- The Art of Angel Sanctuary II: Lost Angel, 2000, Hakusensha.

### Postkaart boeken
- Card Gallery, 1995, Hakusensha.[9]
- Angel Sanctuary Postcard Book: Angelic Voice, 1999, Hakusensha.

## Personagedesign voor computerspellen
- My Love (マイネリーベ, Meine Liebe) (2001)